# Sporophila albogularis
Sporophila albogularis е вид птица от семейство Тангарови (Thraupidae).

## Разпространение
Видът е разпространен в Бразилия.